# ترور جیمز (مسافر)
ترور جیمز (به انگلیسی: Trevor James)، در یوتیوب شناخته شده به عنوان "فود رنجر" (به انگلیسی: The Food Ranger)، ویدئو بلاگر و یوتیوبر غذا و مسافرت، متولد کانادا می‌باشد. او برای گردش‌های غذای خیابانی خود در یوتیوب مشهور است، که بیش از ۴۱۰ میلیون بار مشاهده شده است. جیمز فیلم‌برداری از ویدئوهای غذا و مسافرت خود را از مارس ۲۰۱۳ آغاز کرده است و کانال او در یوتیوب بیش از ۳٫۲ میلیون مشترک دارد.